# Auzance
Pour l’article ayant un titre homophone, voir Auzance (homonymie).
L'Auzance est un fleuve côtier français de la Vendée, dans la région Pays de la Loire.

## Géographie
L'Auzance prend sa source à Sainte-Flaive-des-Loups. Elle parcourt 38,1 km. Il s'agit d'un cours d'eau non domanial comme tous les fleuves et rivières de Vendée. Elle commence sa course vers l'océan et traverse les communes de Saint-Georges-de-Pointindoux, les Achards, et Saint-Julien-des-Landes. Entre les communes de Vairé et de Saint-Mathurin, elle reçoit un de ses affluents important, la Ciboule. L'Auzance arrive ensuite près de L'Île-d'Olonne. C'est juste avant de se jeter dans l'océan Atlantique que l'Auzance reçoit son principal affluent dans les marais d'Olonne, la Vertonne. La confluence de ces deux cours d'eau forme l’estuaire de l'Auzance qui se jette dans l'océan Atlantique au Havre de la Gachère, entre les communes de Brétignolles-sur-Mer et des Sables-d'Olonne.

## Aménagements
On pratique l'ostréiculture dans le chenal.
Un projet de retenue d'eau en aval de la Mothe-Achard a été à l'étude sur ce cours d'eau afin de sécuriser l'approvisionnement en eau potable de la côte en période estivale, avant d'être abandonné en 2011 afin de préserver la dernière rivière vendéenne sans barrage.

## Étymologie
Son nom, partagé par d'autres rivières à Chasseneuil[Lequel ?], à Lachau ou par la commune d'Auzances, est basé sur l'hydronyme pré-celtique *alz et le suffixe locatif -antia.